# متعددة النووانيات العسيرة
متعددة النووانيات العسيرة (الاسم العلمي: Polynucleobacter difficilis) هي نوع من البكتيريا، سلبية الغرام، تتبع جنس المتعددة النووانيات.